# 무함마드 레자 아누게라
무함마드 레자 아누게라(Muhammad Reza Anugrah, 1994년 3월 21일 ~ )는 인도네시아의 가수다. 현재 SM*SH에서 래퍼로 활동하고 있다.